# Erland Tybjerg
Erland Tybjerg, född den 27 juli 1863 i Köpenhamn, död där den 3 juli 1925, var en dansk rättslärd.
Tybjerg blev student 1881, cand. jur. 1886, fick 1889 universitetets guldmedalj för en avhandling om pressförbrytelserna, 1890 assistent i Justitieministeriet, 1897 fullmäktig där, 1898 assessor (domare) i Københavns Kriminal- og Politiret, 1910 i den kongelige Landsoverret samt Hof- og Stadsret, 1915 i Højesteret. Dr. jur. blev han 1904 och 1906 medredaktör av Ugeskrift for Retsvæsen, 1907—16 var han censor vid de juridiska examina. 1892—99 fungerade Tybjerg som sekreterare vid den enligt kungligt reskript av 11 maj 1892 tillsatta processkommissionen — jämför den av honom udarbetade översikten Retspleje-Reformen (1899) —, 1902—03 var han medlem av den ved kungliga resolutionen av den 28 augusti 1902 tillsatta kommissionen till utarbetandet av lagförslag om tvångsackord utanför konkurs og om utvidgande av tillgången till tvångsackord under konkurs, vars arbeten bar frukt i lagen av den 14 april 1905. Han blev ordförande för ackordrätten 1918. Utöver olika tidskriftuppsatser — i Ugeskrift for Retsvæsen, Tilskueren och andra publikationer —, artiklar i Salmonsens Konversationsleksikon, doktorsavhandlingen Om Bevisbyrden (1904) skrev Tybjerg till Hages Haandbog i Handelsvidenskab (1894, 5:e upplagan 1926) en förstahandsframställning av handels- och sjörätten, liksom han för Danmarks vidkommande var medarbetare vid Josef Kohlers Die Handelsgesetze des Erdballs (I—XIV 1912—19). År 1918 utgav Tybjerg Realregister til Domssamlingerne i civile Sager 1907—16 (I—II). Tybjerg var otvivelaktigt en av sitt släktleds mest betydande jurister med öppen blick för växelverkan mellan samhällslivet och rätten och med udpräglad förståelse av betydelsen av samtidens sociala frågor. Åren 1905—16 var han ordförande för Foreningen af 1837 til forsømte Børns Frelse, 1910 blev han vice ordförande, 1920 ordförande för den fasta skiljenämnden.